# Bacillus atticus
Bacillus atticus Brunner von Wattenwyl, 1882 è un insetto fasmoideo della famiglia dei Bacillidi.

## Distribuzione e habitat
La specie è diffusa in Italia (incluse Sicilia e Sardegna), Croazia, Grecia (comprese le isole di Creta e Cipro), Turchia sud-occidentale, Israele e Libia.